# Sleepaway Camp II: Unhappy Campers
Sleepaway Camp II: Unhappy Campers  también conocido como Nightmare Vacation 2 es una secuela de 1988 de la película Sleepaway Camp, escrita por Fritz Gordon y dirigida por Michael A. Simpson. Está protagonizada por Pamela Springsteen, Renée Estevez y Tony Higgins.

## Argumento
El Consejero Jefe T.C. está en una fogata con los campistas Sean, Rob, Anthony, Judd, Charlie y Emilio. También allí se encuentra Phoebe, quien se ha salido de su cabaña para estar con los chicos. Cuando Phoebe está contando la historia de los asesinatos de la película anterior en Camp Arawak , su consejera principal, Angela, aparece y la obliga a regresar a la cabaña. Después que ambas entran en una discusión, Phoebe se pierde, solo para ser atacada por Angela quien le golpea en la cabeza con un tronco antes de cortarle la lengua.
Al día siguiente, los acampados en la cabaña de Phoebe, incluyendo Molly, Ally, Yegua, Demi, Lea y las gemelas Brooke y Jodi, preguntan a Angela sobre el paradero de Phoebe, a lo cual ella les dice que tuvo que ser enviada a su casa debido a su mal comportamiento. En el desayuno, el jefe del campamento, Uncle John, da a Angela "el premio del consejero de la semana". Después, Angela descubre a Brooke y Jodi fumando marihuana y bebiendo, así que los interrumpe. Más tarde, Brooke se despierta en una parrilla solo para ver el esqueleto de su hermana ya incinerado. Angela entonces vierte gasolina sobre Brooke y la quema viva. Mientras tanto, Molly y Sean comienzan una relación, a pesar de los intentos de Ally para seducir a Sean.
Esa noche, los muchachos lanzan una incursión a la cabaña de las chica para robar sus prendas intimas hasta que Angela entra y los bota. Más tarde, las chicas asaltan la cabaña de los chicos. T.C. permite que la diversión continúe, pero Angela aparece y ve a Mare mostrando sus pechos. Mare decide que quiere dejar el campamento, así que habla con Angela para que la lleve de regreso. Durante el viaje, Angela le da a Mare una última oportunidad para pedir disculpas. Cuando ella no lo hace, Angela la asesina con un taladro eléctrico. Al día siguiente, Angela descubre a Charlie y Emilio mirando fotos de desnudos de varios campistas que habían tomado en secreto. Esa noche, las chicas van a acampar, dando Anthony y Judd la oportunidad de asustar a Angela, para lo cual se visten como Freddy Krueger y Jason Voorhees. El plan fracasa. Sin embargo, Angela, vestida como Leatherface, corta la garganta de Anthony con un guante con garras antes de asesinar a Judd con una motosierra. Después de descubrir que Ally se ha alejado con Rob para tener sexo, Angela planea asesinar a la pareja, pero su plan falla.
Al día siguiente, Angela prepara una trampa para Ally, dejándola una nota falsa de Sean. Ally va al encuentro de Sean, pero en su lugar se encuentra a Angela, quien apuñala a Ally en la espalda antes de obligarla a bajar al hoyo del retrete, ahogándola en las heces. Esa noche, Demi revela a Angela que ella llamó por teléfono a las familias de las niñas que habían sido enviados a casa por Angela , pero ellos negaron que las chicas hayan sido enviadas a casa. Al darse cuenta de que ella podría ser atrapada, Angela estrangula a Demi hasta la muerte con una cuerda de una guitarra, antes de apuñalar a Lea mortalmente cuando ella encuentra el cuerpo de Demi. Al día siguiente, Uncle John y T.C. despiden a Angela por no decirle a Uncle John sobre el envío de los campistas a casa.
Sintiéndose triste por un malestar con Angela, Molly y Sean van al bosque a animarla. Sin embargo, ellos descubren los cuerpos de los otros campistas en una cabaña, antes que Angela los ate. De regreso al campamento, Rob le dice a T.C. el paradero de Molly y Sean, lo que provoca que T.C. vaya a buscarlos. Entra en la cabaña, solo para que Angela le tire ácido sulfúrico en su rostro, causándole la muerte. Sean se da cuenta de que Angela es la asesina de la película anterior. Angela revela que después de dos años de terapia de electroshock y un cambio de sexo, fue liberada por tener un buen comportamiento por los médicos. Luego, procede a decapitar a Sean. Angela sale de la cabaña, lo que permite a Molly liberarse y escapar, luego de noquear a Angela. Angela persigue a Molly a través del bosque, quien finalmente se cae de una roca y aparentemente está muerta.
Más tarde esa noche, la consejera Diane descubre los cuerpos sin vida de Charlie, Emilio, Uncle John y Rob, antes de que ella sea apuñalada hasta la muerte por Angela. Molly recupera la conciencia y comienza a caminar fuera del bosque. Angela detiene a un conductor de un camión, que rápidamente la molesta, por lo que Angela lo apuñala hasta la muerte. Cuando Molly está fuera de peligro, se encuentra con un camión, pero se horroriza al descubrir que Angela es el conductor. La película termina con Molly gritando.

## Reparto
- Pamela Springsteen  como Angela Johnson/Peter Baker.
- Renée Estevez como Molly Nagle.
- Tony Higgins como Sean (acreditado como Anthony Higgins).
- Valerie Hartman como Ally Burgess.
- Brian Patrick Clarke  como T.C.
- Walter Gotell  como Tío John.
- Susan Marie Snyder  como  Mare.
- Terry Hobbs como Rob Darrinco.
- Kendall Bean como Demi.
- Tricia Grant como chica del primer sent.
- Julie Murphy como Lea.
- Amy Fields como Jodi Shote.
- Benji Wilhoite como Anthony.
- Walter Franks como Judd.
- Justin Nowell como Charlie.
- Heather Binion como Phoebe.
- Jason Ehrlich como Emilio.
- Carol Martin Vines como Diane.
- Jill Jane Clements como la mujer del camión.
- Carol Chambers como Brooke Shote.